# Asplundia fanshawei
Asplundia fanshawei är en enhjärtbladig växtart som först beskrevs av Bassett Maguire, och fick sitt nu gällande namn av Gunnar Wilhelm Harling. Asplundia fanshawei ingår i släktet Asplundia och familjen Cyclanthaceae. Inga underarter finns listade.